# アダム・イダ
アダム・イダ（Adam Idah, 2001年2月11日 - ）は、アイルランド・コーク出身のサッカー選手。スコティッシュ・プレミアシップ・セルティック所属。アイルランド代表。ポジションはFW。

## 経歴
コーク出身で、ドウグラス・コミュニティ・スクールに通う。2007年に6歳でカレッジ・コリンチャンスAFCに入団し、10年間過ごしたのち2017年にノリッジ・シティFCに加入した。
2019年7月4日にノリッジのトップチームと正式に2023年までの契約を交わした。8月27日のクローリー・タウンFC戦でデビューした。
2024年2月1日、セルティックFCにレンタル移籍した。

### 代表歴
ナイジェリア人の父とアイルランド人の母のもとに生まれた。2020年8月24日にアイルランド代表に召集された。

## タイトル
ノリッジ・シティ
- EFLチャンピオンシップ: 2020-21